# 51 v. Chr.
Portal Geschichte | Portal Biografien | Aktuelle Ereignisse | Jahreskalender | Tagesartikel

◄ |
2. Jahrhundert v. Chr. |
1. Jahrhundert v. Chr. |
1. Jahrhundert |
►

◄ | 70er v. Chr. | 60er v. Chr. | 50er v. Chr. | 40er v. Chr. |
30er v. Chr. |
►

◄◄ | ◄ | 54 v. Chr. | 53 v. Chr. | 52 v. Chr. | 51 v. Chr. |
50 v. Chr. |
49 v. Chr. |
48 v. Chr. |
► |
►►
Staatsoberhäupter

## Ereignisse
- Im Römischen Reich endet Caesars Gallischer Krieg. Caesars Kriegsbericht De bello Gallico erscheint.
- Cicero wird Prokonsul in Kilikien.
- Kleopatra und ihr Bruder Ptolemaios XIII. besteigen den ägyptischen Thron.
- Zerfall des Reiches der Xiongnu

## Geboren
- Han Chengdi, chinesischer Kaiser († 7 v. Chr.)

## Gestorben
- Iulia, römische Adlige, Großmutter des Augustus (* um 101 v. Chr.)

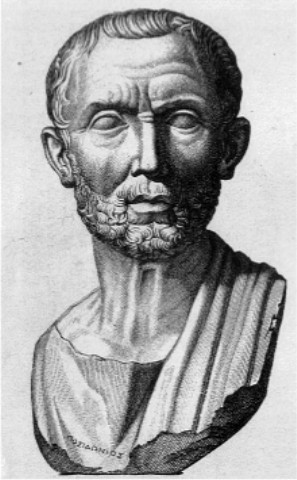
Poseidonios von Rhodos

- Poseidonios, griechischer Philosoph (* 135 v. Chr.)
- Ptolemaios XII., ägyptischer König (* um 110 v. Chr.)
- um 51 v. Chr.: Ariobarzanes II., König von Kappadokien